# Hans Fischer (Rennfahrer)
Hans Fischer (* 12. Dezember 1936 in Chemnitz; † September 2008 in Gelenau) war ein deutscher Motorradrennfahrer.
Während seiner Karriere gewann er mehrmals die DDR-Meisterschaft im Motorrad-Geländesport, war bei den Internationalen Sechstagefahrten und der Internationalen Österreichischen Alpenfahrt erfolgreich. Auch im Motorrad-Straßenrennsport erzielte er Erfolge im In- und Ausland.

## Sportlicher Werdegang
Seit 1955 war Hans Fischer im Motorradgeländesport – später Endurosport genannt – erfolgreich. Als 18-Jähriger wurde er Karl-Marx-Städter Bezirksmeister, gewann bei den DDR-Meisterschaften eine Goldmedaille und war bei der Premiere der Motorradgeländefahrt „Rund um Zschopau“ dabei. Ein Jahr darauf gewann er in Zschopau die 125-cm³-Klasse und wurde nach Siegen in Suhl und Berlin DDR-Meister. 1957 nahm er mit einer MZ ES 250 an der 32. Internationalen Sechstagefahrt teil und errang neben Lothar Bock (auf Simson 250) eine der beiden ersten Goldmedaillen, die jemals ein DDR-Fahrer von den Sechstagefahrten mitbrachte. Nach einem erneuten Erfolg bei „Rund um Zschopau“ wurde er auch in der Viertelliterklasse DDR-Meister. Nach Gold bei der Erfurter Viertagefahrt und der Internationalen Österreichischen Alpenfahrt gewann er bei 33. Internationalen Sechstagefahrt 1958 wieder eine Goldmedaille.
Anschließend wechselte Hans Fischer zum Straßenrennsport. 1959 wurde er auf dem Sachsenring Dritter und belegte im finnischen Tampere den zweiten Platz. Bei Rund um Zschopau im Oktober startete er nochmals im Gelände und erreichte die schnellste Prüfungszeit und wurde nicht nur Klassensieger bei den 250ern, sondern auch Gesamtsieger der Zweitagefahrt. Ein Jahr später gelangen ihm in der 125-cm³-Klasse beim Großen Preis von Finnland in Helsinki, beim Großen Preis von Jugoslawien in Opatija und auf dem Hockenheimring die ersten Siege auf der Straße. Beim Weltmeisterschaftslauf um den Großen Preis der DDR auf dem Sachsenring 1962 wurde er hinter Luigi Taveri und Jim Redman Dritter in der Achtelliterklasse. Im Juni 1963 stürzte Fischer in Opatija bei einer Massenkollision und fiel mit Verletzung für lange Zeit aus. 1965 kehrte er noch einmal ins Gelände zurück. Bei Rund um Zschopau gewann er noch einmal eine Goldmedaille und wurde Klassen-Dritter. Mit Saisonabschluss beendete er seine motorsportliche Laufbahn.

## Verweise